# Mehmet Kuruoğlu
Mehmet Kuruoğlu (* 10. August 1990 in Tonya) ist ein türkischer Fußballspieler.

## Karriere

### Verein
Kuruoğlu begann mit dem Vereinsfußball in der Jugend von Trabzonspor. Zum Sommer 2009 wurde er samt Ablöse an die Zweitmannschaft Trabzonspors, an den Drittligisten 1461 Trabzon, abgegeben. Hier etablierte er sich auf Anhieb als Stammspieler und wurde mit der Zeit zu einem der Führungsspieler seiner Mannschaft. Mit 1461 Trabzon feierte er am Saisonende 2011/12 die Meisterschaft der TFF 2. Lig und damit den direkten Aufstieg in die zweitklassige TFF 1. Lig.
Im Sommer 2013 wechselte er zurück zu Trabzonspor, wurde aber anschließend an 1461 Trabzon ausgeliehen.
Für die Saison 2014/15 wurde Kuruoğlu  an den Zweitligisten Boluspor ausgeliehen. Für die Rückrunde der Saison 2015/16 lieh ihn sein Verein an  1461 Trabzon aus.

### Nationalmannschaft
Alhas spielte zweimal für die türkische U-18-Jugendnationalmannschaft.

## Erfolg
Mit 1461 Trabzon
- Meister der TFF 2. Lig und Aufstieg in die TFF 1. Lig: 2011/12